# あの時代にかえりたい
『あの時代にかえりたい』（あのときにかえりたい）は、東芝EMI（現：EMIミュージック・ジャパン）が企画・制作・発売元とショップ・マニフィカ（前住友商事アパレルファッション事業部・旧住商ホームショッピング）販売元を取扱し、2006年2月リリースされたオリジナル・コンピレーションアルバムである。

## 解説
- 1960〜70年代のフォークソング・ニューミュージックにおいて活躍した日本のアーティストのヒットソング集である。
- 大手レコード会社（東芝EMI、日本クラウン、テイチク、ビクターほか）の全面協力を中心とする。
- CD4枚組で全72曲を収録しオリジナル音源マスターテープを使用。

## 収録曲

### DISC-1：東芝EMI（現：EMIミュージック・ジャパン）
| 曲順 | タイトル                           | アーティスト                   | 発売日         | レーベル     | オリコンチャート最高位 |
| 01   | あの素晴しい愛をもう一度           | 加藤和彦と北山修               | 1971年4月1日   | エキスプレス | 10位                   |
| 02   | 悲しくてやりきれない               | ザ・フォーク・クルセダーズ     | 1968年3月21日  | キャピトル   | -                      |
| 03   | 風                                 | はしだのりひことシューベルツ   | 1969年1月10日  | エキスプレス | 2位                    |
| 04   | 花嫁                               | はしだのりひことクライマックス | 1971年1月10日  | エキスプレス | 1位                    |
| 05   | 或る日突然                         | トワ・エ・モワ                 | 1969年5月14日  | エキスプレス | 4位                    |
| 06   | あの日にかえりたい                 | 荒井由実                       | 1975年10月5日  | エキスプレス | 1位                    |
| 07   | ルージュの伝言                     | 荒井由実                       | 1975年2月20日  | エキスプレス | 45位                   |
| 08   | 心の旅                             | チューリップ                   | 1973年4月20日  | エキスプレス | 1位                    |
| 09   | サボテンの花                       | チューリップ                   | 1975年12月5日  | エキスプレス | 19位                   |
| 10   | 我が良き友よ                       | かまやつひろし                 | 1975年2月5日   | エキスプレス | 1位                    |
| 11   | チャンピオン                       | アリス                         | 1978年12月5日  | エキスプレス | 1位                    |
| 12   | 冬の稲妻                           | アリス                         | 1977年10月5日  | エキスプレス | 8位                    |
| 13   | 君のひとみは10000ボルト            | 堀内孝雄                       | 1978年8月5日   | エキスプレス | 1位                    |
| 14   | HERO（ヒーローになる時、それは今） | 甲斐バンド                     | 1978年12月20日 | エキスプレス | 1位                    |
| 15   | 安奈                               | 甲斐バンド                     | 1979年10月5日  | エキスプレス | 4位                    |
| 16   | たどりついたらいつも雨ふり         | モップス                       | 1972年7月2日   | リバティ     | 26位                   |
| 17   | 長い髪の少女                       | ザ・ゴールデン・カップス       | 1968年4月1日   | キャピトル   | 14位                   |
| 18   | 想い出の渚                         | ザ・ワイルドワンズ             | 1966年11月5日  | キャピトル   | -                      |

### DISC-2：日本クラウン
| 曲順 | タイトル                       | アーティスト     | 発売日         | レーベル              | オリコンチャート最高位 |
| 01   | 神田川                         | かぐや姫         | 1973年9月20日  | PANAM                 | 1位                    |
| 02   | 妹                             | かぐや姫         | 1974年5月10日  | PANAM                 | 16位                   |
| 03   | 赤ちょうちん                   | かぐや姫         | 1974年1月10日  | PANAM                 | 4位                    |
| 04   | なごり雪                       | イルカ           | 1975年11月5日  | PANAM                 | 4位                    |
| 05   | 雨の物語                       | イルカ           | 1977年3月25日  | PANAM                 | 16位                   |
| 06   | 海岸通                         | イルカ           | 1979年4月25日  | PANAM                 | 24位                   |
| 07   | 22才の別れ                     | 風               | 1975年2月5日   | PANAM                 | 1位                    |
| 08   | あの唄はもう唄わないのですか   | 風               | 1975年12月10日 | PANAM                 | 24位                   |
| 09   | 海は恋してる                   | ザ・リガニーズ   | 1968年7月1日   | 東芝EMI／エキスプレス | 37位                   |
| 10   | 白いブランコ                   | ビリー・バンバン | 1969年1月15日  | キングレコード        | 15位                   |
| 11   | 戦争を知らない子どもたち       | ジローズ         | 1971年2月5日   | 東芝EMI／エキスプレス | 11位                   |
| 12   | ケンとメリー〜愛と風のように〜 | BUZZ             | 1972年11月25日 | キングレコード        | 19位                   |
| 13   | 赤色エレジー                   | あがた森魚       | 1972年4月25日  | キングレコード        | 9位                    |
| 14   | 学生街の喫茶店                 | ガロ             | 1972年6月20日  | アルファレコード      | 1位                    |
| 15   | 愛する人へ                     | 南こうせつ       | 1977年1月25日  | PANNAM                | 29位                   |
| 16   | 夢一夜                         | 南こうせつ       | 1978年10月25日 | PANNAM                | 3位                    |
| 17   | 私は泣いています               | りりィ           | 1974年3月5日   | 東芝EMI／エキスプレス | 3位                    |
| 18   | 小さな日記                     | フォー・セインツ | 1968年10月5日  | 東芝EMI／エキスプレス | -                      |

### DISC-3：ビクター
| 曲順 | タイトル                           | アーティスト                             | 発売日         | レーベル                               | オリコンチャート最高位       |
| 01   | 受験生ブルース                     | 高石友也                                 | 1968年2月25日  | ビクター                               | 6位                          |
| 02   | 友よ                               | 岡林信康,高石友也,フォーク・キャンパーズ | 1968年9月25日  | ビクター                               | -                            |
| 03   | 空に星があるように                 | 荒木一郎                                 | 1966年9月5日   | ビクター                               | -                            |
| 04   | いとしのマックス                   | 荒木一郎                                 | 1967年6月5日   | ビクター                               | -                            |
| 05   | 世界は二人のために                 | 佐良直美                                 | 1967年5月15日  | ビクター                               | 2位                          |
| 06   | いいじゃないの幸せならば           | 佐良直美                                 | 1969年7月15日  | ビクター                               | 2位                          |
| 07   | 遠い世界に                         | 五つの赤い風船                           | 1969年5月8日   | ビクター                               | 81位                         |
| 08   | あなたの心に                       | 中山千夏                                 | 1969年9月1日   | ビクター                               | 2位                          |
| 09   | 恋人もいないのに                   | シモンズ                                 | 1971年8月5日   | BMG JAPAN／RCA                         | -                            |
| 10   | 別れの朝                           | ペドロ&カプリシャス                      | 1971年10月25日 | ワーナーミュージック／アトランティック | 1位                          |
| 11   | あなた                             | 小坂明子                                 | 1973年12月21日 | ワーナーミュージック／エレクトラ       | 1位                          |
| 12   | 精霊流し                           | グレープ                                 | 1974年4月25日  | ワーナーミュージック／エレクトラ       | 2位                          |
| 13   | 走れコウタロー                     | ソルティー・シュガー                     | 1970年7月5日   | ビクター                               | 1位                          |
| 14   | 赤とんぼの唄（ライブ・バージョン） | あのねのね                               | 1973年3月10日  | 日音                                   | 3位 (オリジナル・バージョン) |
| 15   | 白いギター                         | チェリッシュ                             | 1973年9月25日  | ビクター                               | 5位                          |
| 16   | グッド・バイ・マイ・ラブ           | アン・ルイス                             | 1974年4月5日   | ビクター                               | 14位                         |
| 17   | サルビアの花                       | 岩渕リリ                                 | 1972年4月5日   | ビクター                               | -                            |
| 18   | 愛のメモリー                       | 松崎しげる                               | 1977年8月10日  | ビクター                               | 2位                          |

### DISC-4：テイチク
| 曲順 | タイトル                     | アーティスト               | 発売日         | レーベル         | オリコンチャート最高位 |
| 01   | バラが咲いた                 | マイク真木                 | 1966年6月25日  | テイチク         | -                      |
| 02   | 若者たち                     | ザ・ブロードサイド・フォー | 1966年8月1日   | テイチク         | -                      |
| 03   | 星に祈りを                   | ザ・ブロードサイド・フォー | 1966年10月1日  | テイチク         | -                      |
| 04   | いつまでもいつまでも         | ザ・サベージ               | 1966年7月1日   | テイチク         | -                      |
| 05   | この手のひらに愛を           | ザ・サベージ               | 1966年10月15日 | テイチク         | -                      |
| 06   | 小さなスナック               | パープルシャドウズ         | 1968年3月25日  | テイチク         | 2位                    |
| 07   | この広い野原いっぱい         | 森山良子                   | 1967年1月2日   | テイチク         | -                      |
| 08   | 禁じられた恋                 | 森山良子                   | 1969年3月25日  | テイチク         | 3位                    |
| 09   | 別れのサンバ                 | 長谷川きよし               | 1969年7月25日  | テイチク         | 8位                    |
| 10   | 黒の舟唄                     | 長谷川きよし               | 1972年3月25日  | テイチク         | -                      |
| 11   | あばよ                       | 研ナオコ                   | 1976年10月10日 | ポニーキャニオン | 1位                    |
| 12   | 想い出まくら                 | 小坂恭子                   | 1975年5月25日  | ヤマハ音楽振興会 | 1位                    |
| 13   | 季節の中で                   | 松山千春                   | 1978年8月21日  | ポニーキャニオン | 1位                    |
| 14   | いまのキミはピカピカに光って | 斉藤哲夫                   | 1980年6月21日  | ポニーキャニオン | 9位                    |
| 15   | みずいろの雨                 | 八神純子                   | 1978年9月5日   | ヤマハ音楽振興会 | 2位                    |
| 16   | あんたが大将                 | 海援隊                     | 1977年1月25日  | テイチク         | 40位                   |
| 17   | 親父の一番長い日             | さだまさし                 | 1979年10月12日 | フォアレコード   | 1位                    |
| 18   | 関白宣言                     | さだまさし                 | 1979年7月10日  | フォアレコード   | 1位                    |

### 取扱商品関係
- 君の詩
- 青春の時代

### 取扱商品で販売される番組関係
- 痛快!買い物ランドSHOPJIMA（東京テレビランド）